# Phaolô Nguyễn Ngân
Phaolô Nguyễn Ngân là một linh mục tử vì đạo, được Giáo hội Công giáo Rôma tôn phong Hiển Thánh vào năm 1988. Ông sinh năm 1790 tại họ Cự Khánh, xứ Kẻ Bền (nay là giáo họ Cự Khánh, giáo xứ Yên Khánh, xã Định Tân, huyện Yên Định, tỉnh Thanh Hóa, thuộc giáo phận Thanh Hóa), học cùng lớp ở tiểu chủng viện với linh mục Giuse Nguyễn Đình Nghi. Trong lúc giúp xứ Phúc Nhạc (nay thuộc Giáo phận Phát Diệm) và các họ xung quanh, ông bị bệnh phải về Nhà chung Kẻ Vĩnh (tức Vĩnh Trị, Nam Định) trong 7,8 năm. Khỏi bệnh, ông giúp xứ Trình Xuyên (nay thuộc xã Liên Bảo, huyện Vụ Bản, Nam Định) ba năm, rồi xuống xứ Kẻ Báng (nay là giáo xứ Xuân Bảng, Kim Thái, Vụ Bản, Nam Định).
Cấm đạo gắt gao, ông không dám ở nhà xứ mà phải trú ẩn ở nhà giáo dân, nay nơi này, mai nơi khác. Sáng ngày 29 tháng 4 năm 1840, tổng đốc Định Yên (đứng đầu hai tỉnh Nam Định - Hưng Yên) Trịnh Quang Khanh và quan phủ Thiên Bổn đem khoảng một nghìn quân đến vây làng Kẻ Báng trong mấy ngày thì bắt được ông, linh mục Nghi và một linh mục khác. Quan liên tục tra tấn, bắt ông bước qua thập giá nhưng không được. Ngày 8 tháng 11 năm 1840, ba linh mục cùng chịu xử trảm. Thi hài được đưa xuống thuyền chở về làng Kẻ Báng, chôn cất trong nhà thờ. 